# Lebach
Lebach (ⓘ) ist eine Stadt im saarländischen Landkreis Saarlouis.

## Geographie

### Geographische Lage
Lebach liegt mitten im Saarland im flachwelligen Saar-Nahe-Bergland, auf 6° 55′ 0″ Länge und 49° 23′ 60″ Breite. Der geografische Mittelpunkt des Saarlandes befindet sich im Ortsteil Falscheid. Der Mittelpunkt, zu dem ein Wanderweg führt, ist mit einem Findling und einer darin eingelassenen Hinweistafel markiert.

### Berge
- Bolzenberg 294 m
- Hangenberg 300 m
- Hetschberg 304 m
- Hoxberg 415 m
- Wünschberg 294 m
- Donnerhübel (Steinbach) 452,1 m
- Höll (Steinbach) 453,5 m
- Auf dem Lindenberg (Steinbach) 460,6 m

### Gewässer

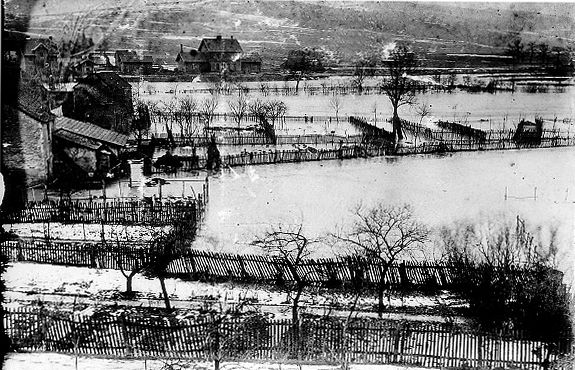
Theelhochwasser im Januar 1897

Die Theel entspringt einem Quellgebiet auf der Gemarkung Theley am Nordhang des Schaumberges und durchfließt die Ortschaften Bergweiler und Sotzweiler der Gemeinde Tholey sowie in der Stadt Lebach durch die Stadtteile Thalexweiler, Aschbach und Lebach, wo sie mehrere Zuflüsse hat, bis sie in der Nähe von Nalbach-Körprich auf der Gemarkung von Knorscheid in die Prims mündet.
Die Mertenfloß entspringt in der Nähe des Weierbergs. Nach mehreren hundert Metern mündet sie bei der Tholeyer Straße in die Theel.
Der Mandelbach entspringt in Landsweiler, fließt entlang der Saarbrücker Straße und mündet in die Theel.

### Nachbargemeinden
Im Uhrzeigersinn beginnend im Norden:
Tholey, Eppelborn, Heusweiler, Saarwellingen, Nalbach, Schmelz.

## Geschichte
Keltische Siedlungsspuren sind aus dem 3. Jahrhundert v. Chr. bekannt. Zwei römische Villen mit Friedhöfen sowie ein sog. Opferteich zeugen von römischer Besiedlung. Ab dem 4. Jahrhundert siedelten sich in Lebach Germanen an.

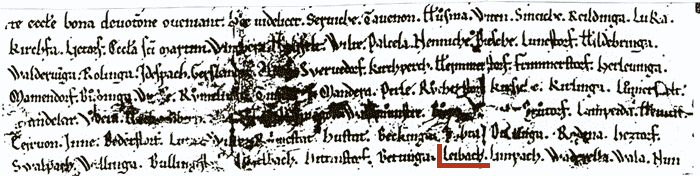
Wallfahrtsregister des Erzbischofs Theoderich von Trier, 1222

Die erste urkundliche Erwähnung Lebachs (als Leibach) stammt aus einer Aufzählung von Pfarreien im Wallfahrtsregister des Klosters Mettlach aus dem Jahr 950.

### Mittelalter und Frühe Neuzeit
Im Laufe des Mittelalters gelangte Lebach unter die Herrschaft der Trierer Erzbischöfe, die im Spätmittelalter die Herren von Hagen mit dem Ort belehnten. Nach einer Urkunde vom 8. September 1614 bildete Lebach zusammen mit Landsweiler und Niedersaubach eine sogenannte Vierherrschaft: Je zwei Siebtel der Anteile an Marktrecht und Gerichtsbarkeit hielten Kurtrier, die Herren von Hagen zur Motten und das Herzogtum Lothringen; ein Siebtel hielt die Äbtissin von Fraulautern. 1787 übernahm das Herzogtum Pfalz-Zweibrücken die lothringischen Anteile an der Vierherrschaft Lebach.
Aufgrund reichhaltiger Eisenerzvorkommen in Form von Lebacher Eiern erlebte Lebach im 17. und 18. Jahrhundert einen wirtschaftlichen Aufschwung und infolge der geographischen Lage entwickelte sich Lebach zunehmend zum Verkehrsknotenpunkt.
Die französische Besetzung aller linksrheinischen Gebiete nach Beginn der Französischen Revolution beendete 1794 auch die Vierherrschaft. 1798 wurde Lebach dem Saar-Département zugeschlagen und dort zum Kantonsort erhoben, dem die Bürgermeistereien Hüttersdorf, Lebach, Nalbach, Saarwellingen, Schwalbach, Sellerbach (heute Riegelsberg), Heusweiler, Quierschied und Dirmingen zugeteilt waren.

### 19. und 20. Jahrhundert

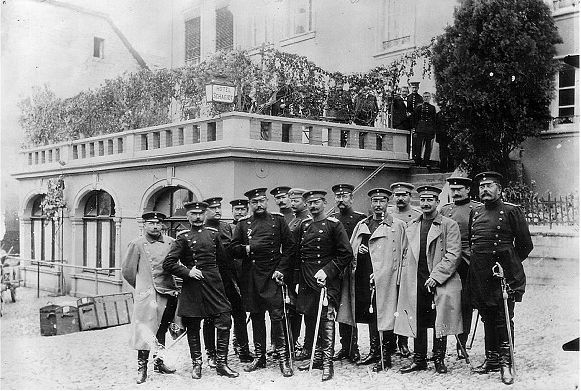
Beim Kaisermanöver 1897 wurde Hindenburgs 50. Geburtstag gefeiert.

Nach dem Pariser Frieden von 1814 fiel der größere Teil des Kantons Lebach an Preußen; der Ort Lebach gehörte zunächst zum Landkreis Ottweiler, ab Juli 1816 zum Landkreis Saarlouis der preußischen Provinz Großherzogtum Niederrhein, die 1822 in der Rheinprovinz aufging.
Im Winter 1902/03 grassierte im Raum Lebach Typhus, der sich hauptsächlich durch unzureichende Wasser- und Abwasserhygiene ausbreiten konnte.
Während des Zweiten Weltkriegs war Lebach ein wichtiger Etappenort. Viele Flüchtlinge aus dem Saartal kamen während des Krieges nach Lebach. Außerdem war Lebach ein wichtiger Durchgangspunkt für Truppen, die am Westwall oder im vordersten Frontbereich Stellung bezogen. So griffen Bomber am 9. Januar 1944 Lebach als wichtigen Verkehrsknotenpunkt und Nachschubplatz an, verfehlten jedoch ihre Ziele – die Hauptstraßen und Bahnanlagen – wegen einer geschlossenen Wolkendecke.
Als die alliierten Truppen die deutsche Grenze erreichten und die US-Truppen um saarländische Brücken kämpften, wurden die Lebacher Bürger aufgefordert, die Stadt zu verlassen und in sicherere Orte abseits der Kämpfe auszuweichen. Letztlich blieben von 2.900 Einwohnern 600 in der Stadt. Im Herbst 1944 wurden immer mehr verwundete Soldaten in die Lebacher Kaserne gebracht. Im Dezember 1944 folgten schwere Bombardierungen der Stadt durch die Alliierten. Am 18. März 1945 rückten die Amerikaner in Lebach ein. Am 10. Juli 1945 wurden die US-Besatzungstruppen von französischen Soldaten abgelöst.
In der Nachkriegszeit entstanden in der leerstehenden Lebacher Kaserne ein Gymnasium und ein Lehrerseminar. Später folgten das zentrale Flüchtlingslager und die Kaserne des Fallschirmjägerbataillons.
Am 1. Juni 1977 erhielt die Gemeinde Lebach die Stadtrechte.

### Eingemeindungen
Im Rahmen der saarländischen Gebiets- und Verwaltungsreform wurden die bis dahin eigenständigen elf Gemeinden Aschbach, Dörsdorf, Eidenborn, Falscheid, Gresaubach, Knorscheid, Landsweiler bei Lebach, Lebach, Niedersaubach (mit dem im September 1964 eingemeindeten Rümmelbach), Steinbach über Lebach und Thalexweiler am 1. Januar 1974 zu einer neuen Gemeinde unter dem Namen Lebach zusammengeschlossen. Das Stadtrecht erhielt Lebach im Jahr 1977.

### Ortsname
Der Name Lebach geht möglicherweise auf einen häufigen (gallo-)römischen Namenstypus für Gutshöfe zurück. Die Endung -ach in Siedlungsnamen geht oft auf das im gallorömischen Siedlungsbereich übliche besitzeranzeigende Suffix -(i)acum/-(i)acus (ergänze: fundus oder praedium, d. h. Landgut) zurück, was einen frühen Namen ähnlich Leviacum (vgl. Léojac in Frankreich) nahelegt. Hans Bahlow (Deutschlands geographische Namenwelt) geht dagegen von einem Gewässernamen aus und erwähnt Laubach (bei Wittlich) und Leberbach (bei Heppenheim) sowie einen Fluss Leber in den Vogesen.

### Einwohner
| Lebach: Einwohnerzahlen von 1998 bis 2024 | Lebach: Einwohnerzahlen von 1998 bis 2024 | Lebach: Einwohnerzahlen von 1998 bis 2024 | Lebach: Einwohnerzahlen von 1998 bis 2024 | Lebach: Einwohnerzahlen von 1998 bis 2024 |
| ----------------------------------------- | ----------------------------------------- | ----------------------------------------- | ----------------------------------------- | ----------------------------------------- |
| Jahr                                      |                                           |                                           |                                           | Einwohner                                 |
| 1998                                      | 1998                                      |                                           | 21.679                                    | 21.679                                    |
| 2004                                      | 2004                                      |                                           | 21.254                                    | 21.254                                    |
| 2010                                      | 2010                                      |                                           | 19.784                                    | 19.784                                    |
| 2011                                      | 2011                                      |                                           | 19.763                                    | 19.763                                    |
| 2017                                      | 2017                                      |                                           | 18.977                                    | 18.977                                    |
| 2020                                      | 2020                                      |                                           | 19.232                                    | 19.232                                    |
| 2024                                      | 2024                                      |                                           | 19.468                                    | 19.468                                    |
| (jeweils zum 31. Dezember)                |                                           |                                           |                                           |                                           |

## Politik

### Stadtrat
Der Stadtrat ist die kommunale Volksvertretung der Stadt Lebach. Über die Zusammensetzung entscheiden die Bürger alle fünf Jahre. Die letzte Wahl fand am 9. Juni 2024 statt, siehe dazu die Kommunalwahlen im Saarland 2024. Die 33 Sitze verteilen sich wie folgt:
- SPD: 9 Sitze (±0)
- CDU: 16 Sitze (+1)
- GRÜNE: 2 Sitze (−1)
- FDP: 6 Sitze (+2)
- GUD Lebach k. A. (−2)

### Parteien
- CDU-Stadtverband Lebach; ihm gehören zehn Ortsverbände im Stadtgebiet Lebach an.
- SPD-Stadtverband Lebach; ihm gehören acht Ortsverbände an.
- FDP-Stadtverband Lebach; ihm gehören vier Ortsverbände an.
- Bündnis 90/Die Grünen Saarland, Ortsverband Lebach
- JU-Stadtverband Lebach; ihm gehören fünf Ortsverbände an.

### Bürgermeister
- 1974–1978: Peter Schmitt (zuvor Amtsvorsteher 1956–1973; † 3. Dezember 1990)[9]
- 1978–2006: Nikolaus Jung, CDU († 27. August 2013)
- 2006–2012: Arno Schmidt, CDU († 20. Dezember 2012[10])
- seit 2013: Klauspeter Brill, parteilos

Am 22. Januar 2006 setzte sich Arno Schmidt (CDU) in der Bürgermeisterwahl gegen Jürgen Barke (SPD) mit etwa 55 % der Stimmen durch. Er war seit Oktober 2006 Nachfolger von Nikolaus Jung. Am 20. Dezember 2012 verstarb Arno Schmidt im Alter von 60 Jahren. Klauspeter Brill gewann am 26. Mai 2013 als parteiloser Kandidat mit knapp 74 % der Stimmen im zweiten Wahlgang die Wahl zum Bürgermeister.

### Wappen
Blasonierung: „Geviert, in 1 in Gold ein roter Zickzackbalken, überragt von einem durchgehenden, vierlätzigen, blauen Turnierkragen, in 2 in Silber ein wachsender linksgewandter roter Krummstab, in 3 in Silber ein durchgehendes rotes Balkenkreuz und in 4 in Gold ein roter Balken, begleitet oben von neun (5:4) und unten (3:2:1) von sechs roten Schindeln.“
Wappenerklärung: Bis zur Französischen Revolution war Lebach eine sogenannte Vierherrschaft, und so ist auch das Wappen mit denen der Anteilsherrscher geviert (in vier Felder aufgeteilt):
1. Feld: Ein Anteil (2/7) war lange Zeit im Besitz der Herren von Siersberg und Dillingen, fiel 1548 durch Erbschaft an die Familie Braubach, kam 1613 an das Herzogtum Lothringen und mit diesem 1768 an das Königreich Frankreich, bis es dann 1786 im Tausch an das Herzogtum Pfalz-Zweibrücken abgetreten wurde. Da die erstgenannte Familie am längsten im Besitz dieses Anteils war, wurde ihr Wappen im ersten Feld dargestellt.
2. Feld: Die Abtei Fraulautern besaß bis zur Französischen Revolution 1/7 der Herrschaft. Da sie kein eigenes Wappen führte, wurde in das zweite Feld ein Äbtissinnen-Krummstab aufgenommen.
3. Feld: Weitere 2/7 besaß das Erzstift Trier.
4. Feld: Die übrigen 2/7 gehörten den Freiherren von Hagen zur Motten.

### Städtepartnerschaft
Seit dem 20. Mai 1979 besteht eine Städtepartnerschaft mit der französischen Stadt Bitche im Département Moselle.

## Wirtschaft und Infrastruktur

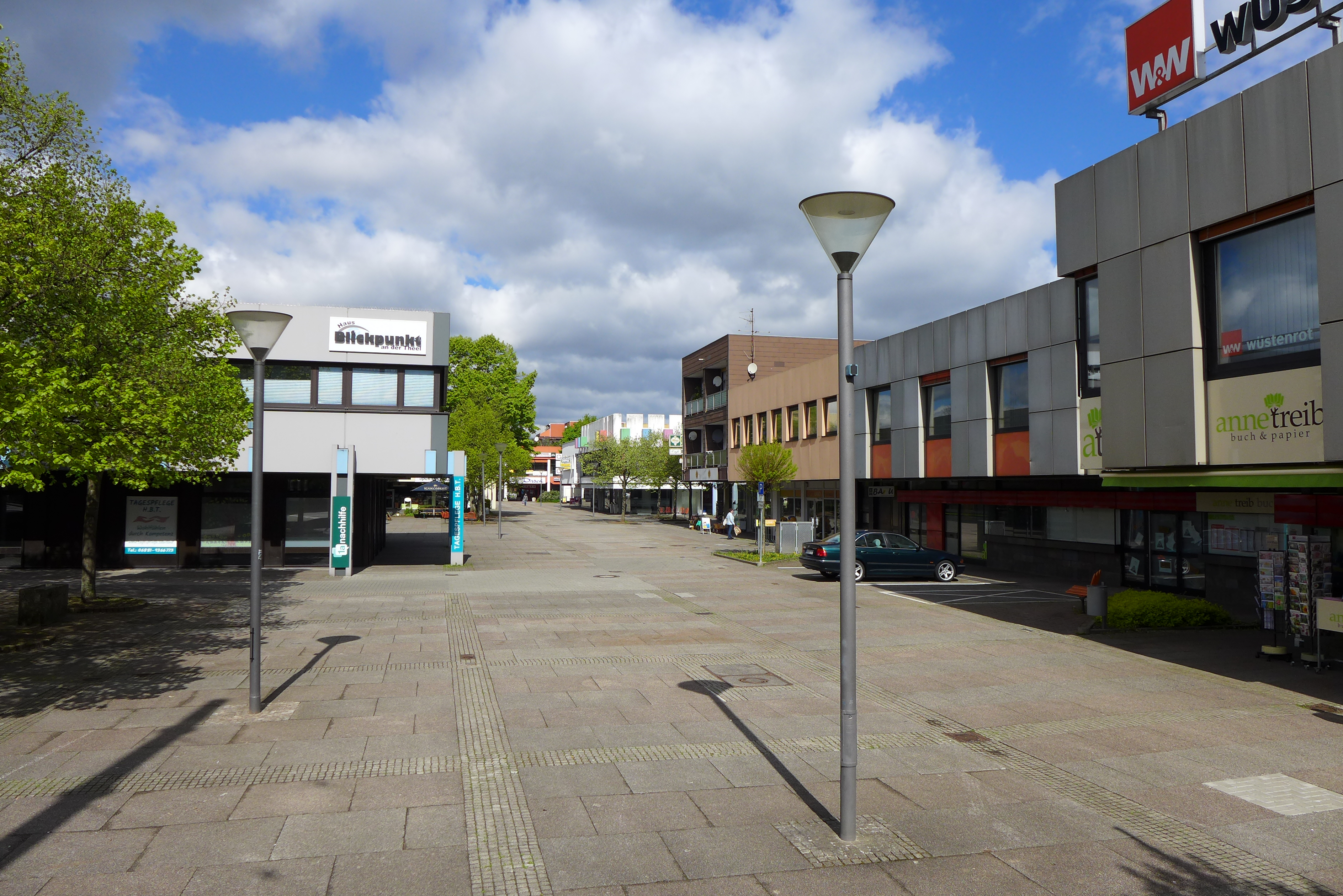
Lebach, Fußgängerzone

### Verkehr

#### Straßenverkehr

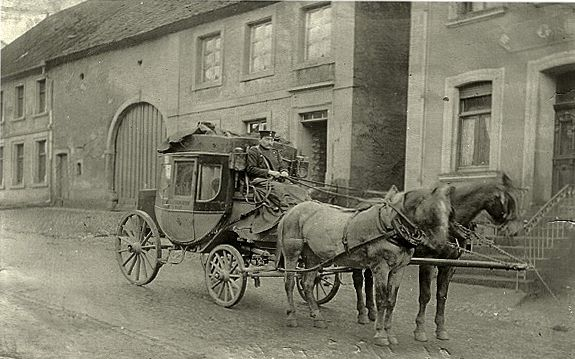
Die letzte Postkutsche in Lebach (1897)

Lebach ist über die Bundesstraßen 10 (nach Augsburg), 268 und 269 an das überregionale Straßennetz angeschlossen. Die nächsten Autobahnanschlüsse sind für die A 8 Heusweiler (7 km) und Nalbach (10 km) sowie für die A 1 Eppelborn (5 km) und Tholey (8 km).

#### Rolle als Umsteigeknoten
Lebach stellt einen bedeutenden Knotenpunkt im regionalen Busnetz dar. Es verkehren zudem viertelstündlich Saarbahnen auf der Linie S1 und auf der Primstalbahn Regionalbahnen der Linie RB 72 nach Saarbrücken. Vier Regionalbuslinien fahren im Stundentakt in alle Himmelsrichtungen mit Anschluss an die in den Bahnhöfen von Dillingen/Saar, Saarlouis, St. Wendel, Völklingen und Saarbrücken verkehrenden Züge der DB und sind so miteinander verzahnt, dass an einem Kombibahnsteig umgestiegen werden kann. Diese Linien verkehren von morgens früh bis spät in die Nacht auch an Wochenenden und Feiertagen. Dann alle zwei Stunden (die Saarbahn jedoch wie über die Woche halbstündlich, Sonntags stündlich). Durch die Lage Lebachs und das umfangreiche Fahrtenangebot sind alle größeren saarländischen Städte im Verkehrsverbund SaarVV in längstens 45 Minuten mit öffentlichen Verkehrsmitteln zu erreichen.

#### Luftverkehr
Das Ultraleichtfluggelände Lebach-La Motte liegt etwa 1,5 km westlich des Zentrums.

### Behörden
In Lebach befindet sich ein Standort des Landesverwaltungsamtes (LaVA), an dem dessen Abteilung 2 Zentrale Ausländerbehörde (bis 2008 eigenständig als Landesamt für Ausländer- und Flüchtlingsangelegenheiten) die Landesaufnahmestelle (im Volksmund „Landeswohnsiedlung“/„Lager“ genannt) welche AnkER-Einrichtung ist, die Ausländerbehörde Lebach und das Sachgebiet Rechtsangelegenheiten, Clearingstelle, Widerspruchsstelle angesiedelt sind. Das Bundesamt für Migration und Flüchtlinge hat in Lebach eine Außenstelle in der AnkER-Einrichtung.  Weiterhin ist in Lebach die Abteilung Landentwicklung des Landesamtes für Vermessung, Geoinformation und Landentwicklung ansässig, die landesweit für die Flurbereinigung zuständig ist. Außerdem beherbergte Lebach als „grüner Mittelpunkt“ bis zu deren Umzug nach Bexbach die Landwirtschaftskammer des Saarlandes.

### Gerichte
Lebach verfügt über ein Amtsgericht, das zum Landgerichts- und OLG-Bezirk Saarbrücken gehört. Neben dem Dienstgebäude des Amtsgerichtes befindet sich die einzige Jugendarrestanstalt im Saarland, in der (mit 30 Arrestplätzen ausgestattet) Strafen zwischen zwei Tagen und vier Wochen verbüßt werden können.

### Militär
Lebach war bis 2015 Standort des Fallschirmjägerbataillons 261 der Luftlandebrigade 26; die Garnison in der Graf-Haeseler-Kaserne umfasste etwa 1200 Soldaten. Ein Standort der Bundeswehr ist Lebach weiterhin für die Luftlandeaufklärungskompanie 260 sowie die Fernmeldekompanie des multinationalen Eurokorps. 1969 erlangte der Standort durch den sogenannten Soldatenmord von Lebach bundesweite Bekanntheit. 

### Krankenversorgung
- ctt-Krankenhaus der Regelversorgung, 202 Betten mit den Abteilungen Unfallchirurgie, Allgemeinchirurgie, Plastische Chirurgie, Innere Medizin (Hämatologie, Onkologie), Intensivmedizin, Anästhesiologie, Radiologie mit Computertomographie
- Zum St. Nikolaus Hospital Wallerfangen gehörende psychiatrische Tagesklinik (etwa 20 Plätze) in der Friedensstraße

## Bildung
Kindertagesstätten
- Kindertagesstätte Aschbach, Kindertagesstätte Dörsdorf, Kindertagesstätte Lebach, Kindertagesstätte Steinbach, Kindertagesstätte Thalexweiler, Kindergarten Herz-Jesu Gresaubach, kath. Kindergarten St. Donatus, Landsweiler, kath. Kindergarten Hl. Dreifaltigkeit und St. Marien, Lebach, Kindertagesstätte „St. Nikolaus“, Lebach

Grundschulen
- Grundschule Landsweiler, Grundschule Lebach, Grundschule Steinbach, Nikolaus-Groß-Schule Lebach

Gymnasien
- Geschwister-Scholl-Gymnasium Lebach, Johannes-Kepler-Gymnasium Lebach; beide Gymnasien gehören dem nationalen Exzellenz-Netzwerk MINT-EC an;

Gemeinschaftsschulen
- Theeltalschule Lebach, Nikolaus-Groß-Schule Lebach

Berufsbildende Schule
- BBZ Lebach

Staatliche Förderschulen
- Louis-Braille-Schule (Staatliche Förderschule für Blinde und Sehbehinderte mit überregionalem Förderzentrum Sehen), Ruth-Schaumann-Schule (Staatliche Förderschule für Gehörlose und Schwerhörige mit überregionalem Förderzentrum Hören und Kommunikation)

## Märkte

### Wochenmarkt
Jeden Donnerstag findet in Lebach der größte Wochenmarkt in Südwestdeutschland statt. Dieser Markt hat schon eine jahrhundertelange Tradition. Lebach konnte Marktzentrum werden, weil es durch seine verkehrsgünstige Lage ein Knotenpunkt verschiedener wichtiger Straßen ist. Zuerst wurden Postkutschenlinien nach Lebach eingerichtet, später Eisenbahnlinien gebaut.

### Mariä-Geburtsmarkt
Zur „Grünen Woche“ in Lebach findet am Dienstag nach dem zweiten Sonntag im September der Mariä-Geburtsmarkt statt, ein Markt mit fast 500 Ständen, zu dem tausende Besucher nach Lebach kommen.
Schon vor tausend Jahren gab es in Lebach eine Kirche auf dem Platz der heutigen katholischen Pfarrkirche, die der Gottesmutter Maria geweiht war. Man feierte das Patronatsfest mit einem großen Vieh- und Krammarkt. Die erste bekannte Urkunde, die den Jahrmarkt bezeugt, stammt aus dem Jahre 1614.

### Andere Märkte
Es gibt einen Weihnachts- und einen Ostermarkt sowie in der dritten Oktoberwoche einen Herbst- und Bauernmarkt.

## Kultur und Sehenswürdigkeiten

### Kultur
Der Lebacher Karneval (im Volksmund auch Faasend genannt) wird jährlich vom Carneval Verein Lebach (CVL) veranstaltet. Höhepunkte jeder Karnevalssession sind die Kostümkappensitzungen in der Lebacher Stadthalle. Am Fetten Donnerstag folgt dann die Rathauserstürmung, bei der das Prinzenpaar die Regentschaft im Rathaus übernimmt. Am Fastnachtssonntag werden wichtige Lebacher Bürger „verhaftet“ und ins Rathaus gebracht, wo sie gegen eine Kaution mit dem Karnevals-Verein feiern und kostenlos essen dürfen. Am Fastnachtsdienstag endet die Session mit einem großen Straßenumzug durch die Lebacher Innenstadt. Die Katholische Frauengemeinschaft Deutschlands veranstaltet zur Lebacher Faasend alljährlich drei „Bunte Abende“. Beide Vereine zusammen sind der Dreh- und Angelpunkt der Lebacher Faasend.

### Grüne Woche
Jedes Jahr wird in der zweiten Septemberwoche von der Stadt Lebach die „Grüne Woche“ organisiert. Bereits im 17. Jahrhundert wurde am „Fest Mariä Namen“ ein Viehmarkt veranstaltet. Dieser wurde im Laufe der Jahre immer weiter vergrößert und seit 1921 findet im Anschluss an den Markt ein Pferderennen statt. Heute gibt es dazu noch ein Rahmenprogramm mit diversen Veranstaltungen, u. a. im Festzelt.

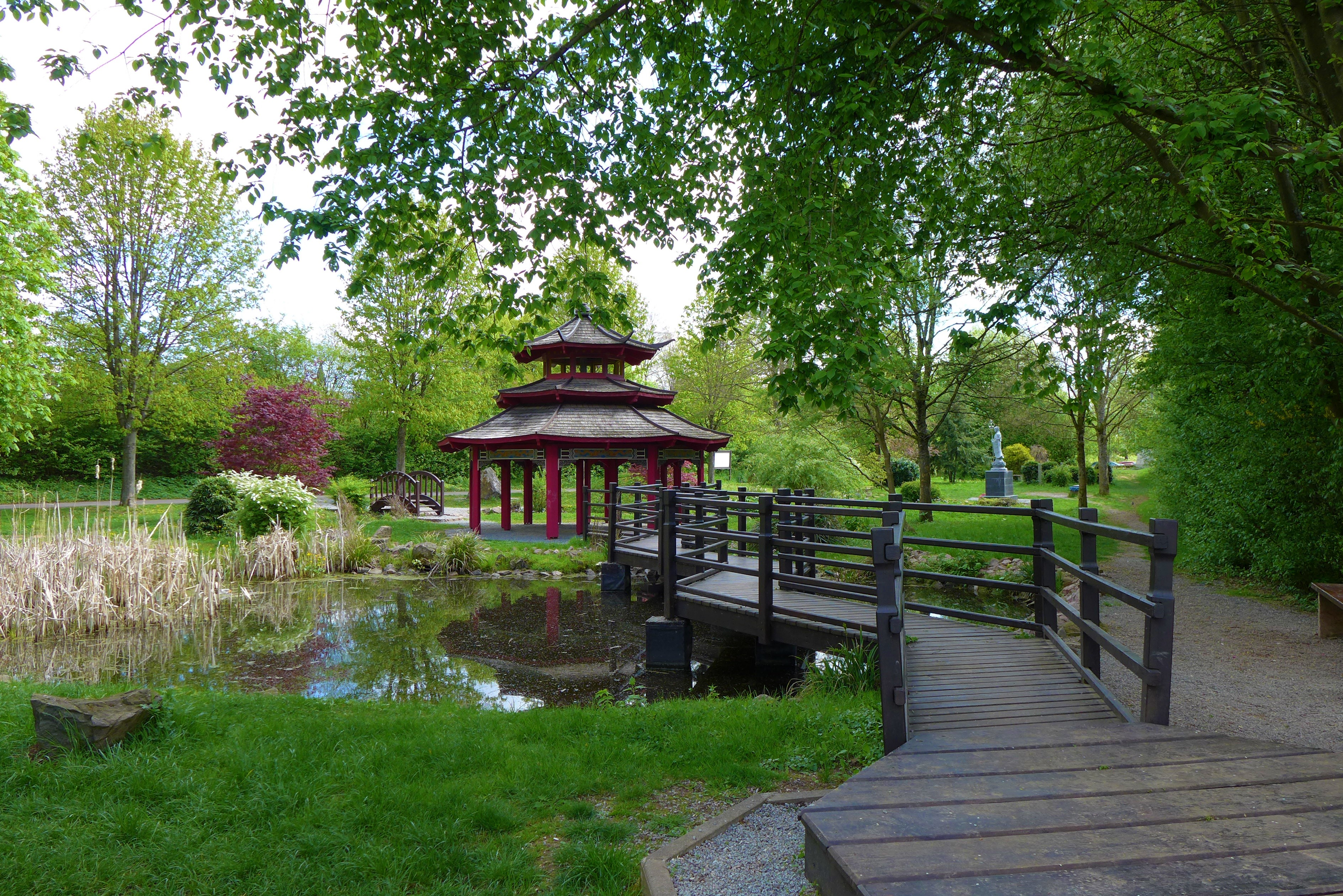
Asiatischer Garten an der Theel
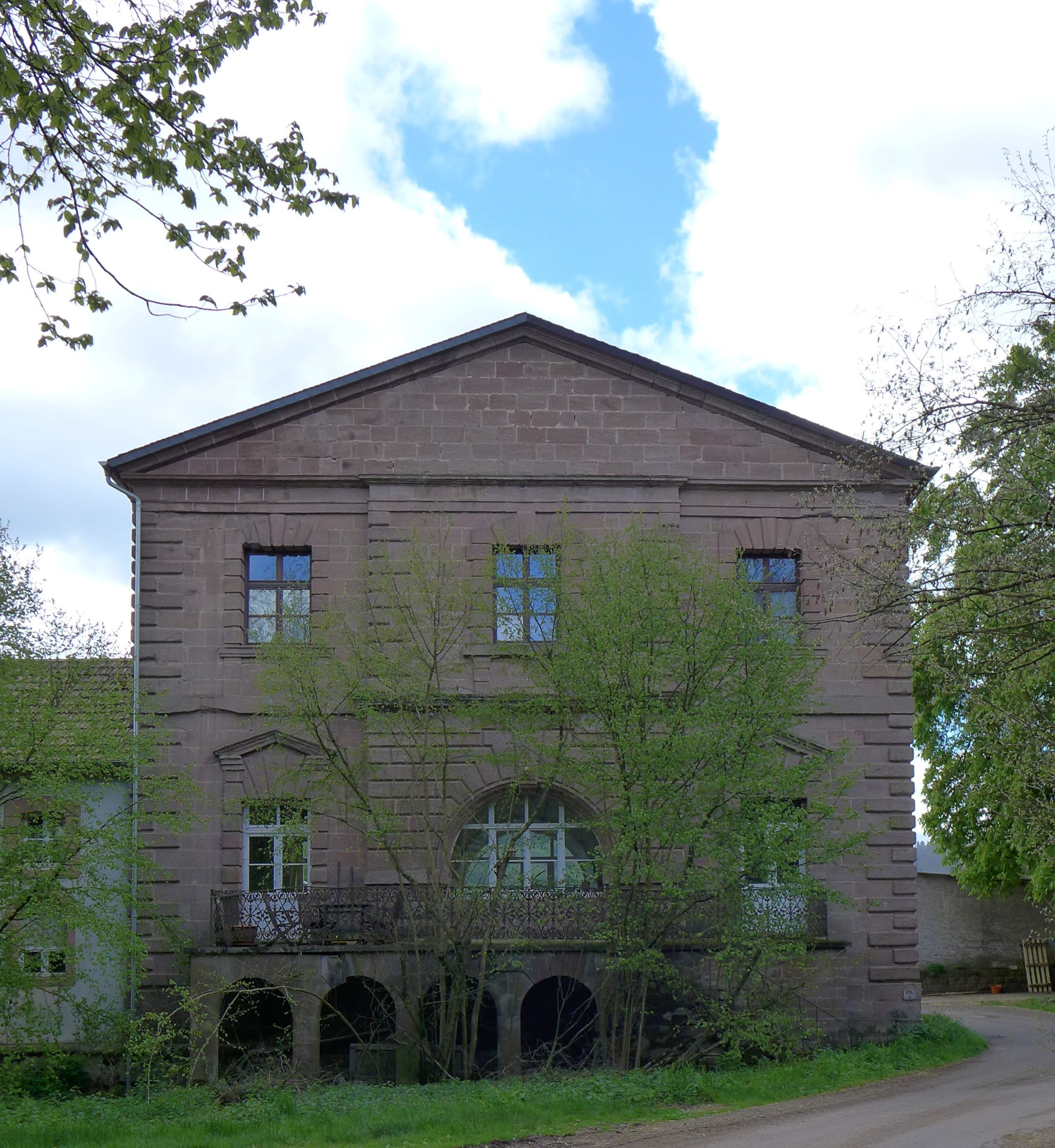
Torhaus des ehemaligen Schlosses La Motte
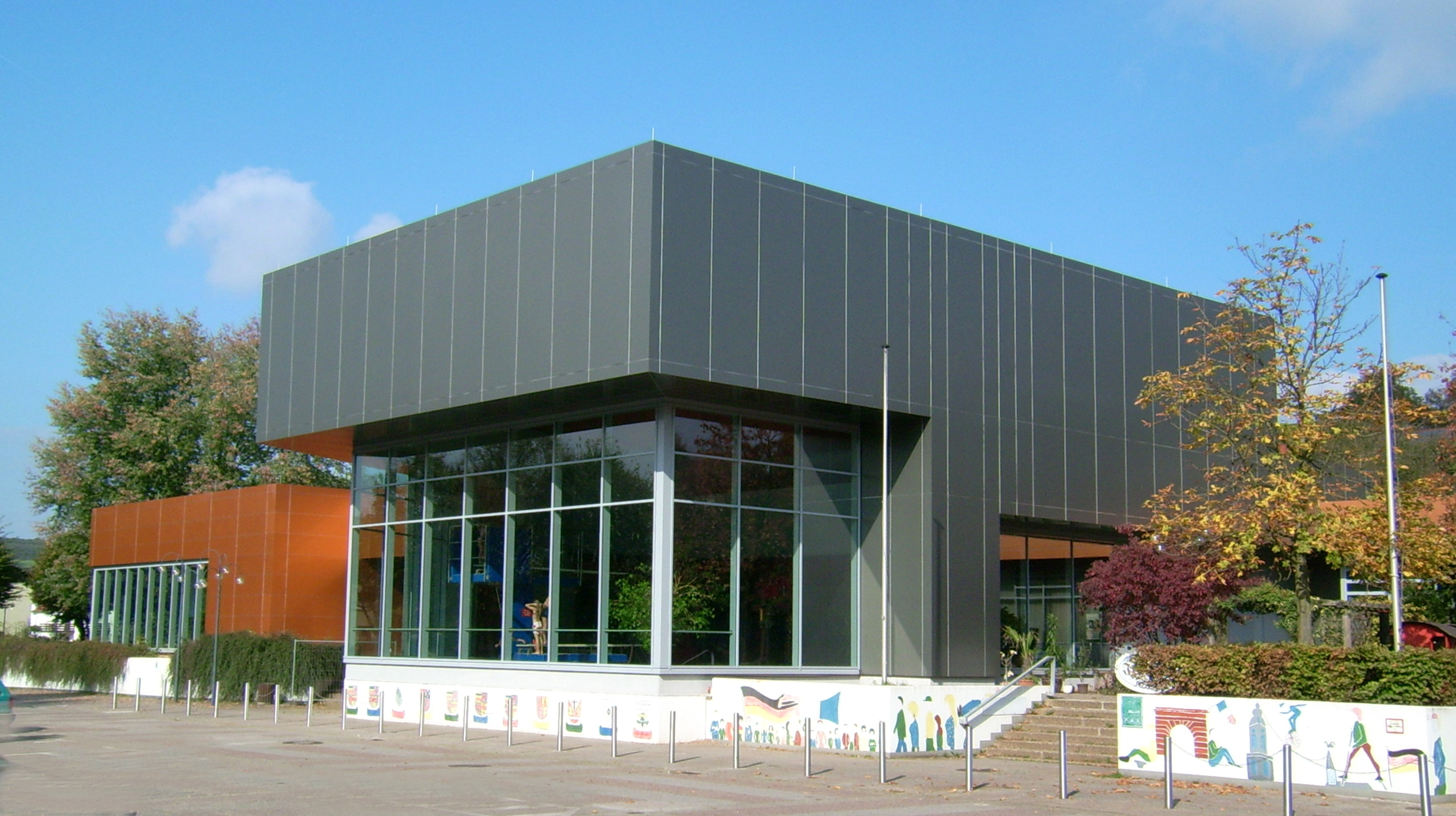
Hallenbad im Stadtzentrum

### Sehenswürdigkeiten
- Gräberfeld aus der Latènezeit (Mediomatriker)[13]
- Kaltenstein (bei Lebach/Zollstock)
- Mittelpunkt des Saarlandes (bei Falscheid)
- Schloss La Motte
- katholische Pfarrkirche Heilige Dreifaltigkeit und St. Marien (Lebach)
- Rathaus mit Brunnen in der City
- Asiatischer Garten

## Religionsgemeinschaften

### Katholische Kirche
Die katholische Kirchengemeinde Heilige Dreifaltigkeit und St. Marien im Zentrum von Lebach gehört zum Bistum Trier. In Lebach selbst gibt es ca. 7.000 Katholiken, in den Pfarreien Landsweiler und Falscheid, die auch zur Kirchengemeinde Lebach gehören, leben 1.800 bzw. 520 Katholiken. Darüber hinaus gibt es in den zu Lebach gehörenden Ortsteilen eigene katholische Kirchen oder Kapellen.

Katholische Kirchen bzw. Kapellen in Lebach
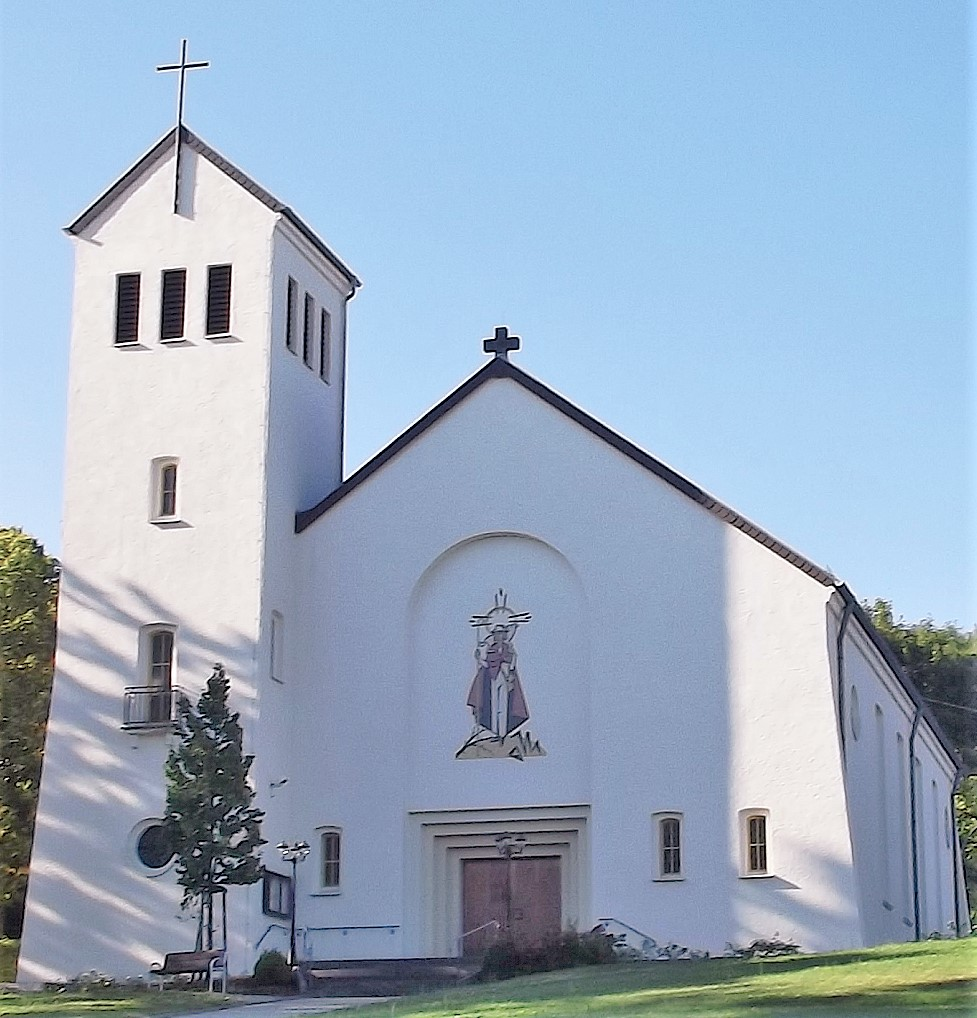
St. Maternus (Aschbach)
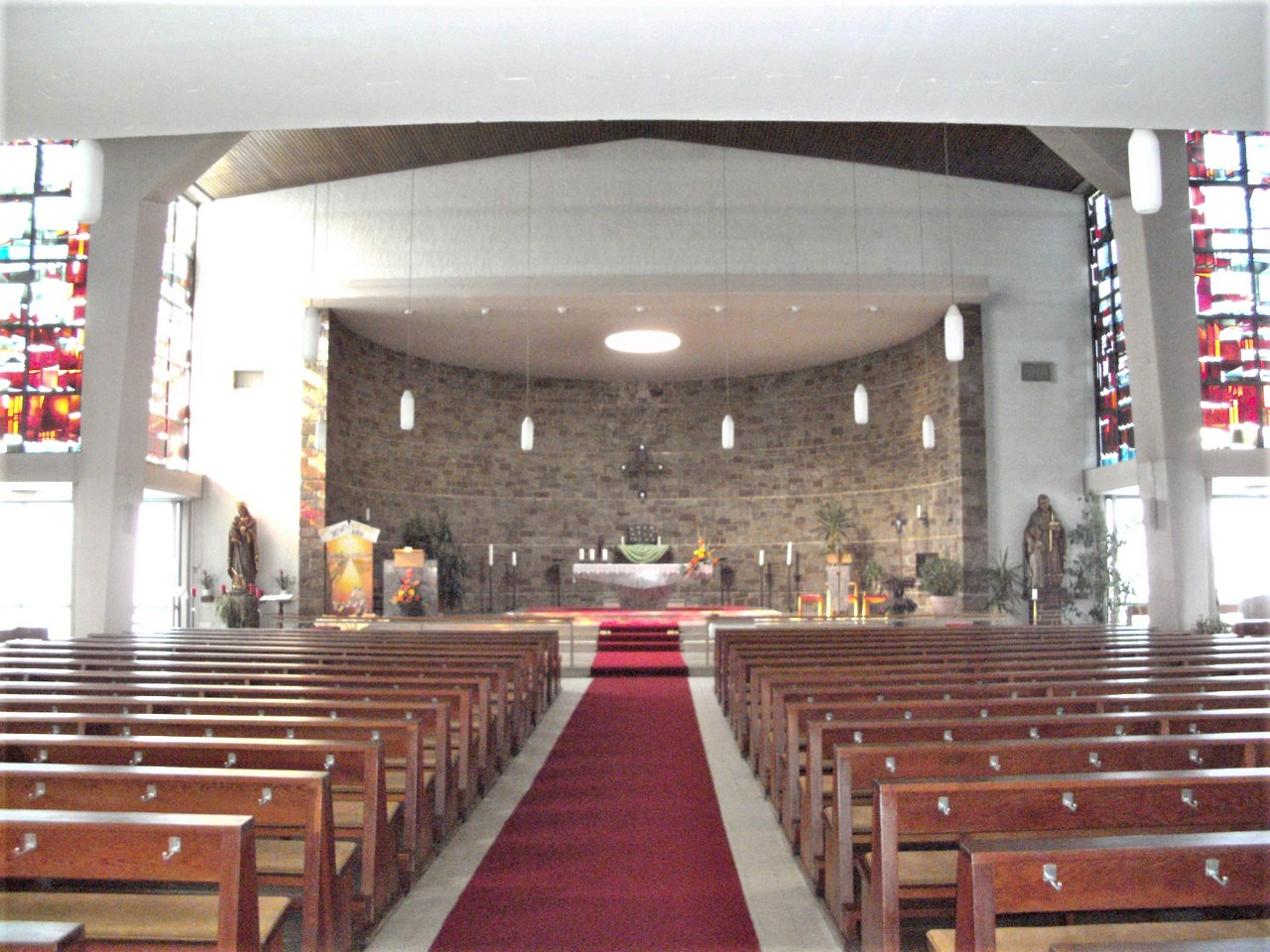
Maria Königin (Dörsdorf)
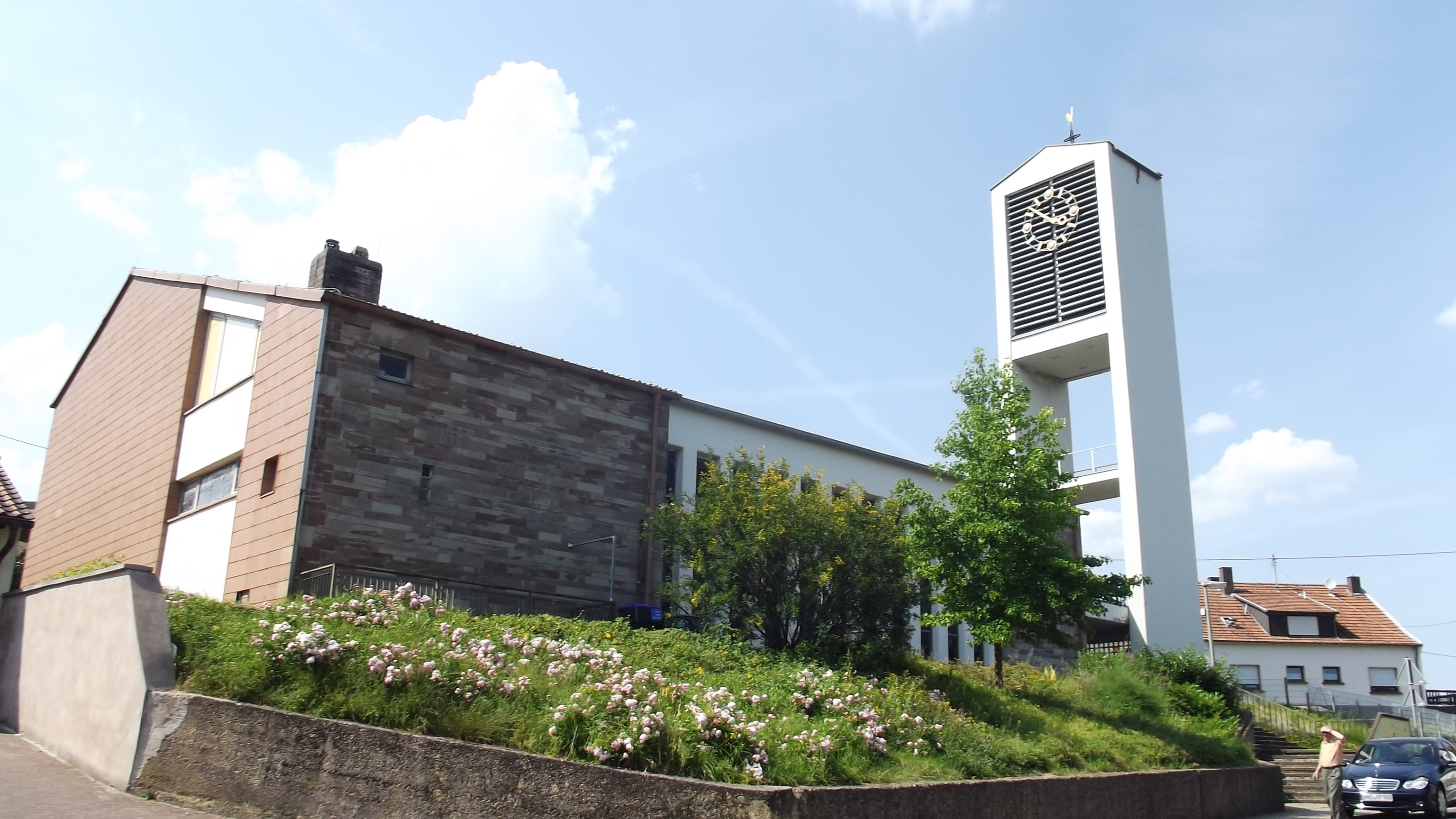
St. Petrus von Mailand (Eidenborn)
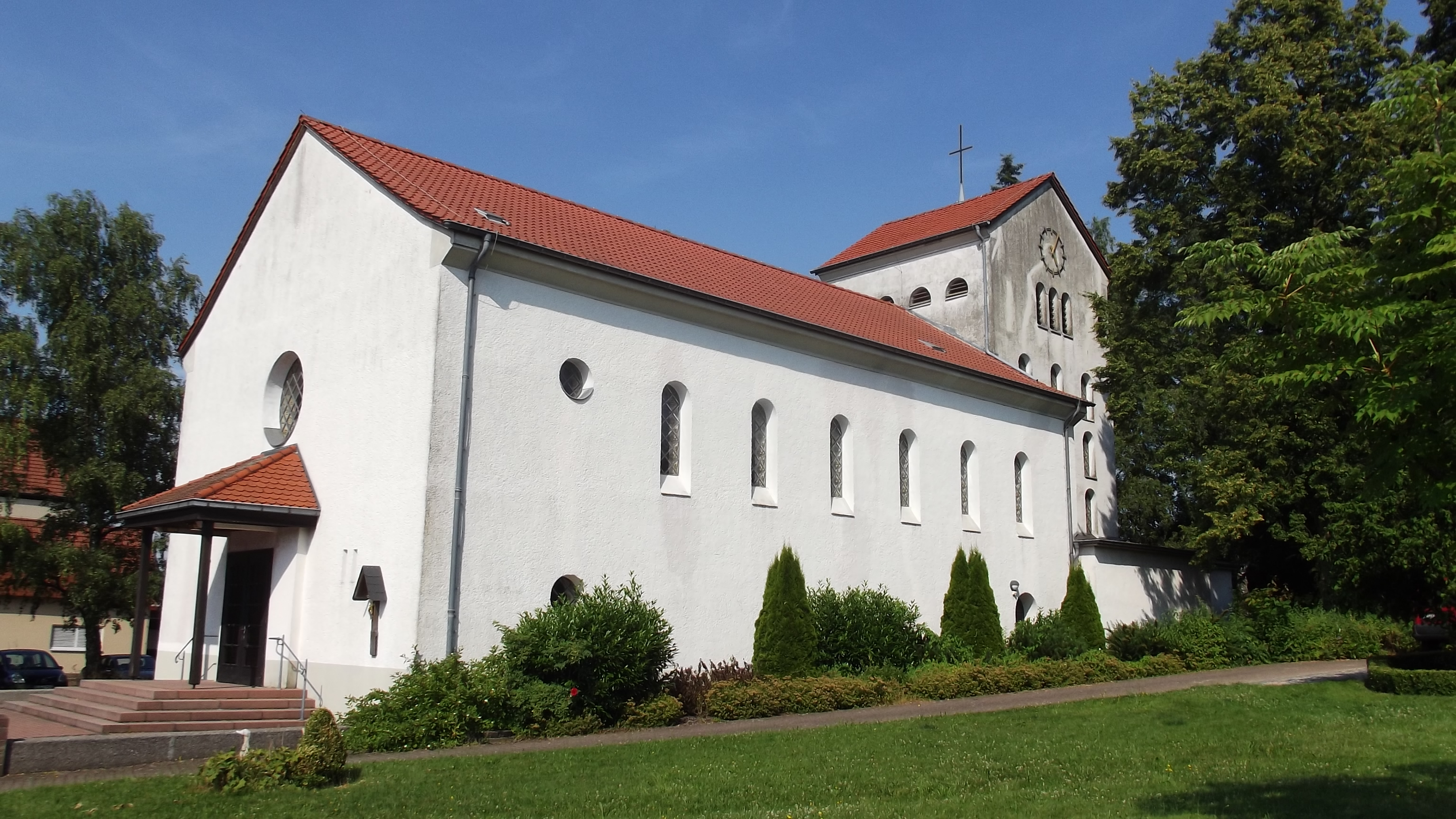
St. Joseph (Falscheid)
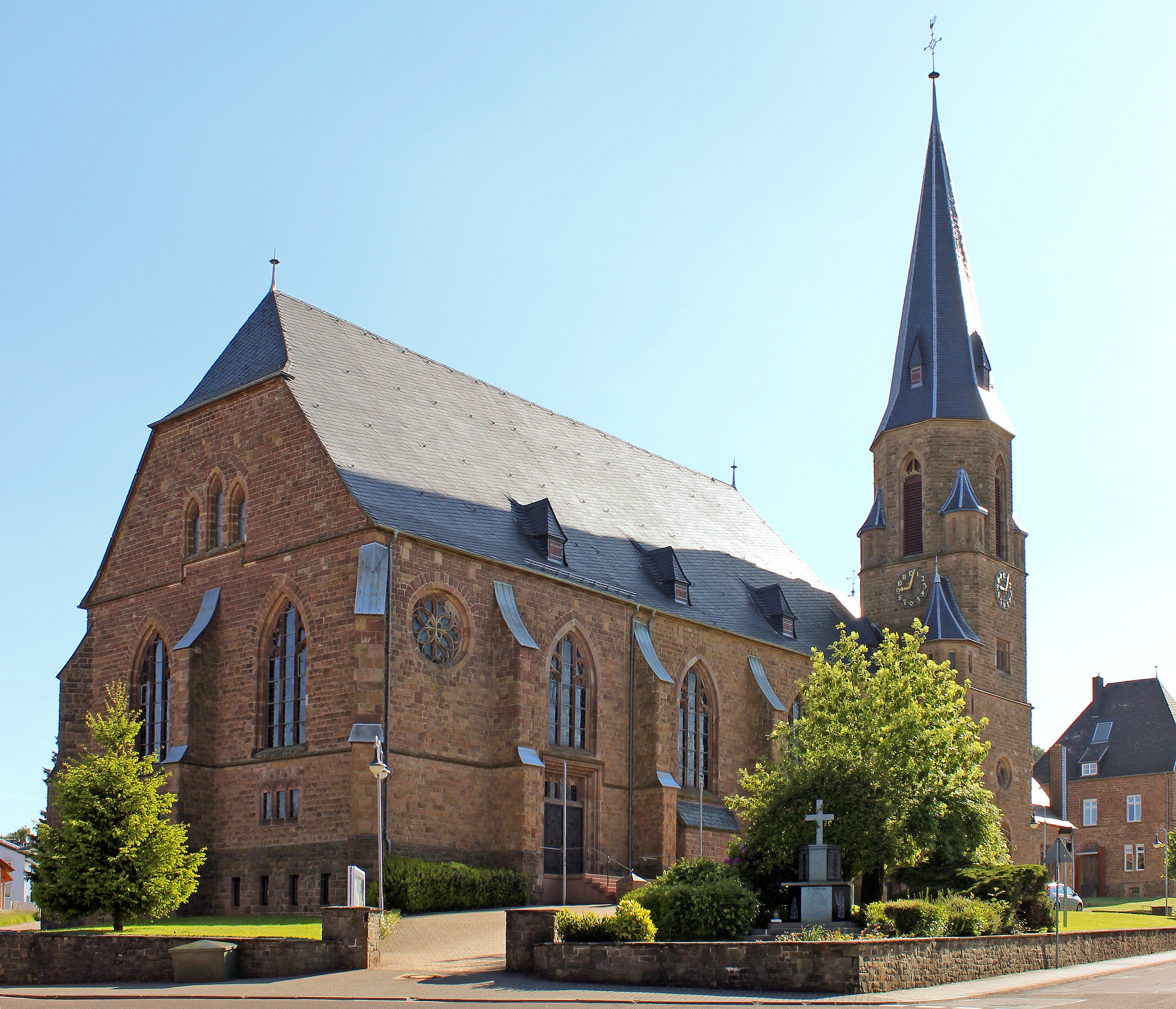
Herz-Jesu-Kirche (Gresaubach)
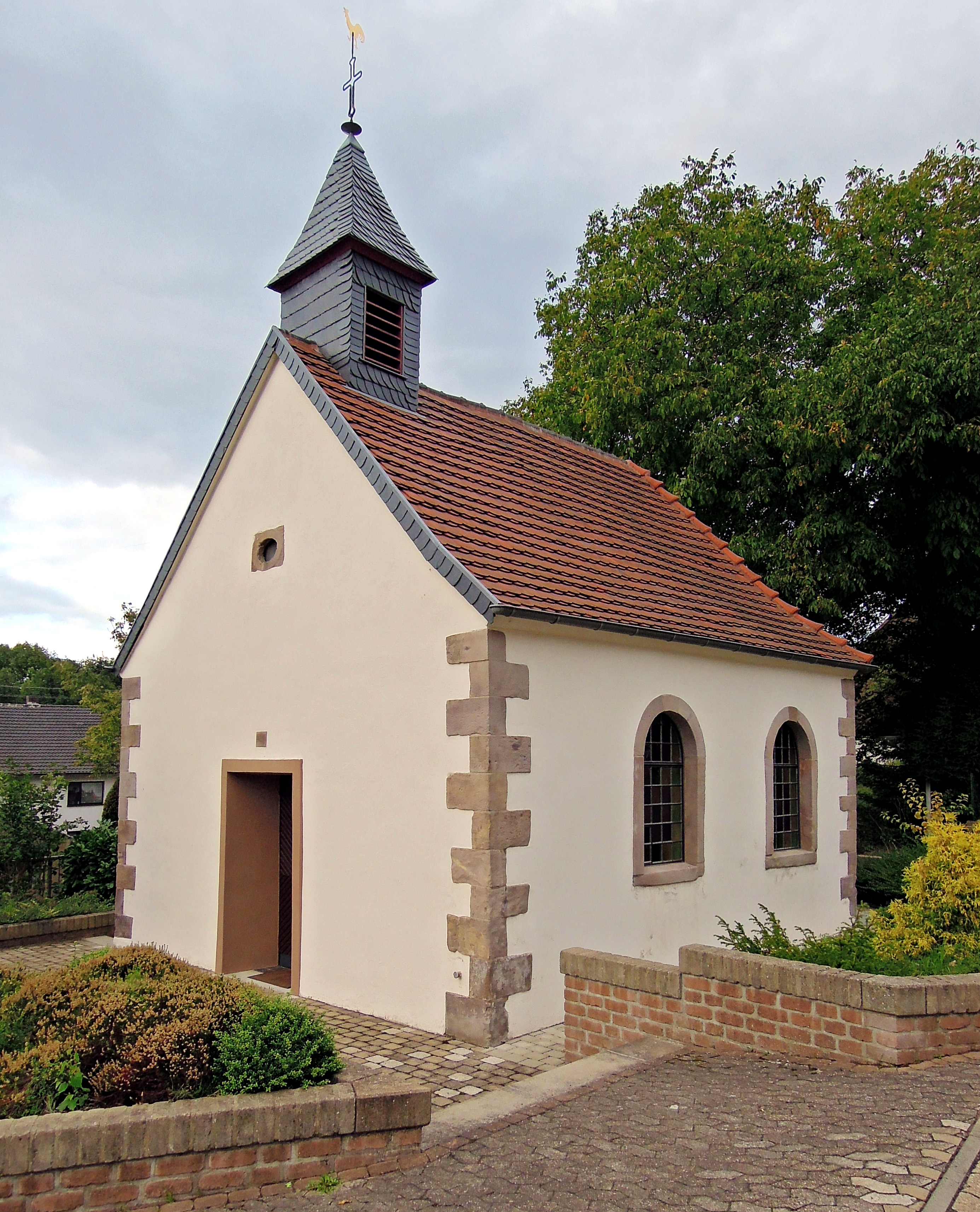
St. Lucia (Knorscheid)
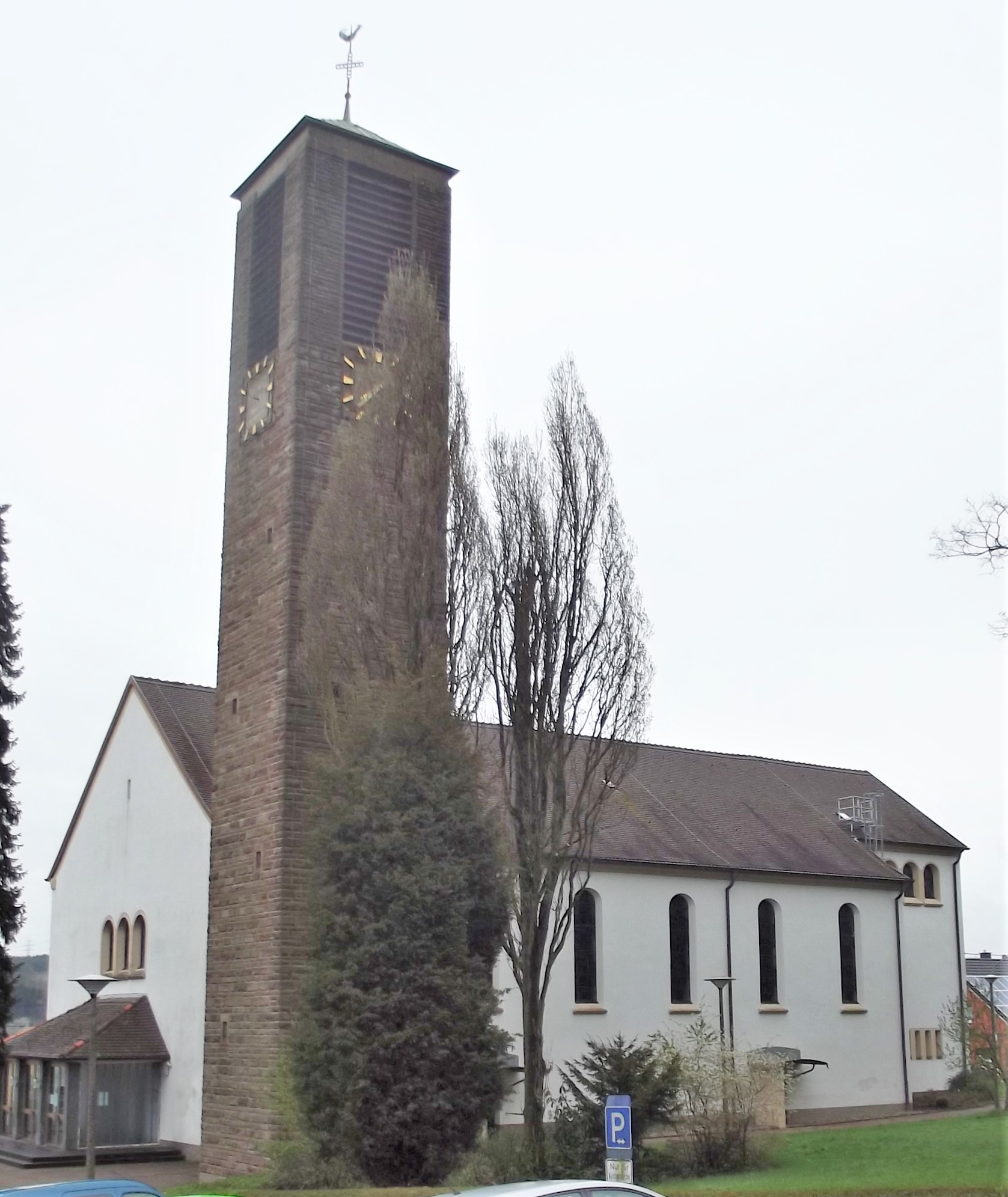
St. Donatus (Landsweiler)
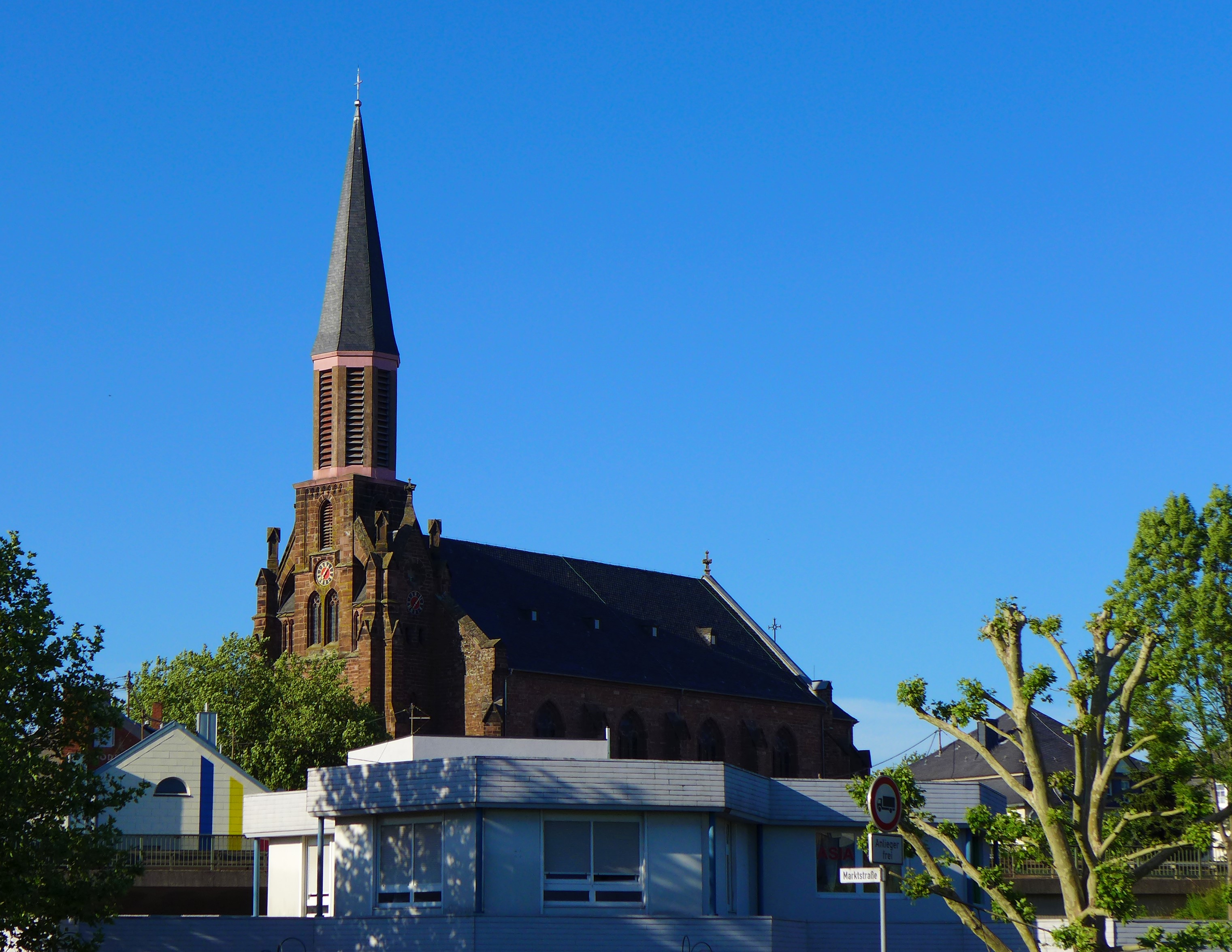
Heilige Dreifaltigkeit und St. Marien (Lebach)
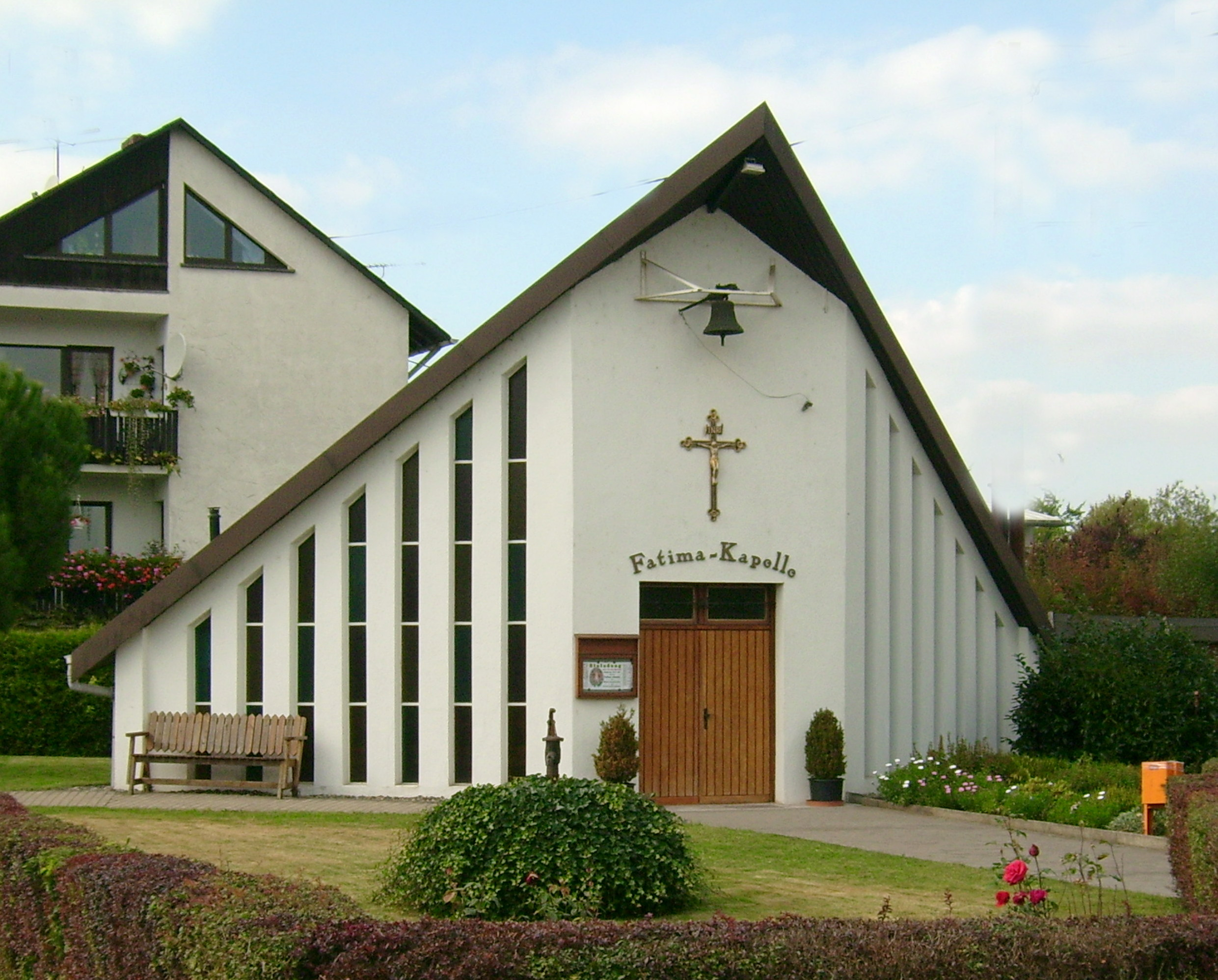
Fatima-Kapelle (Jabach)
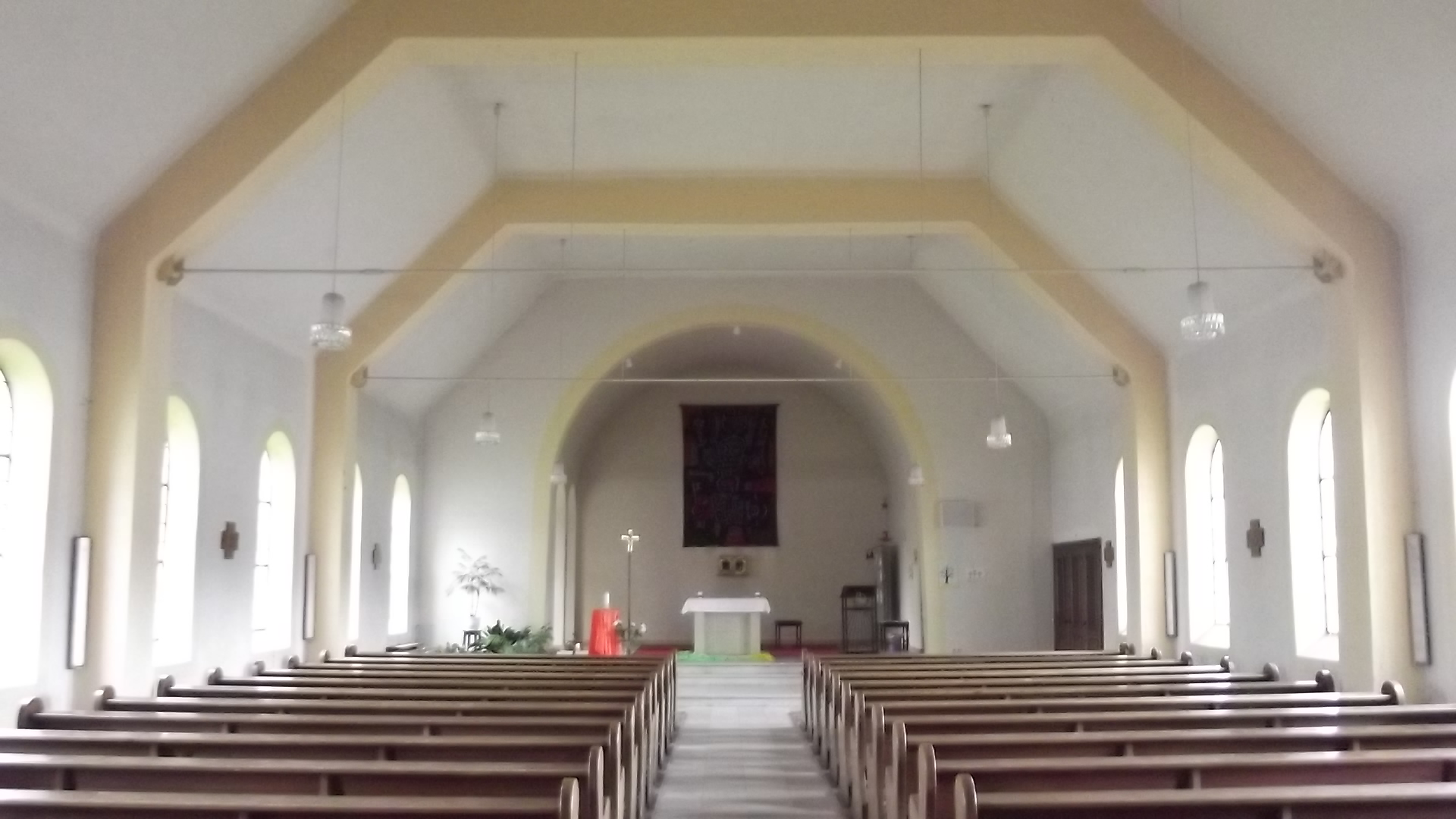
St. Michael (Lebach)
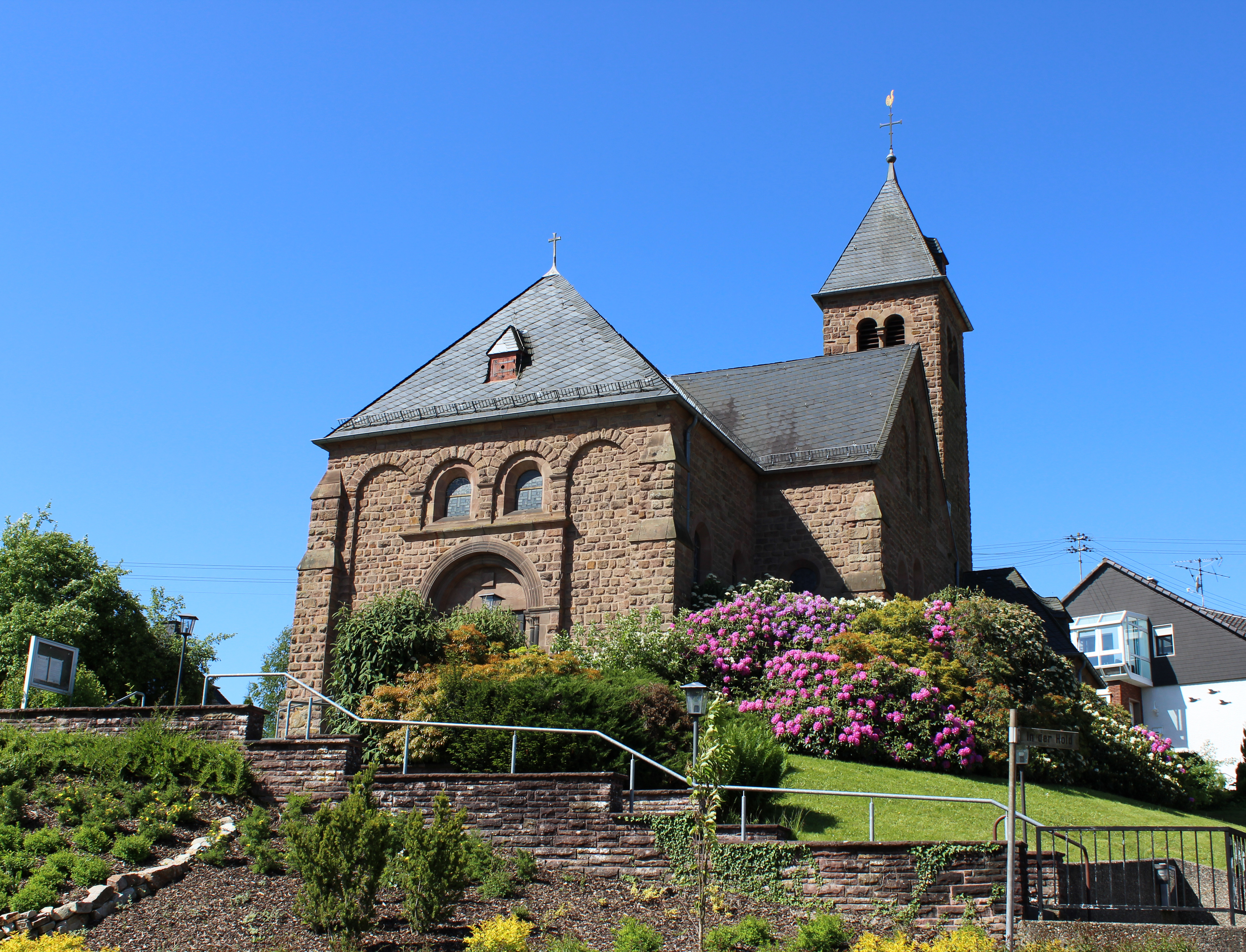
St. Antonius von Padua (Niedersaubach)
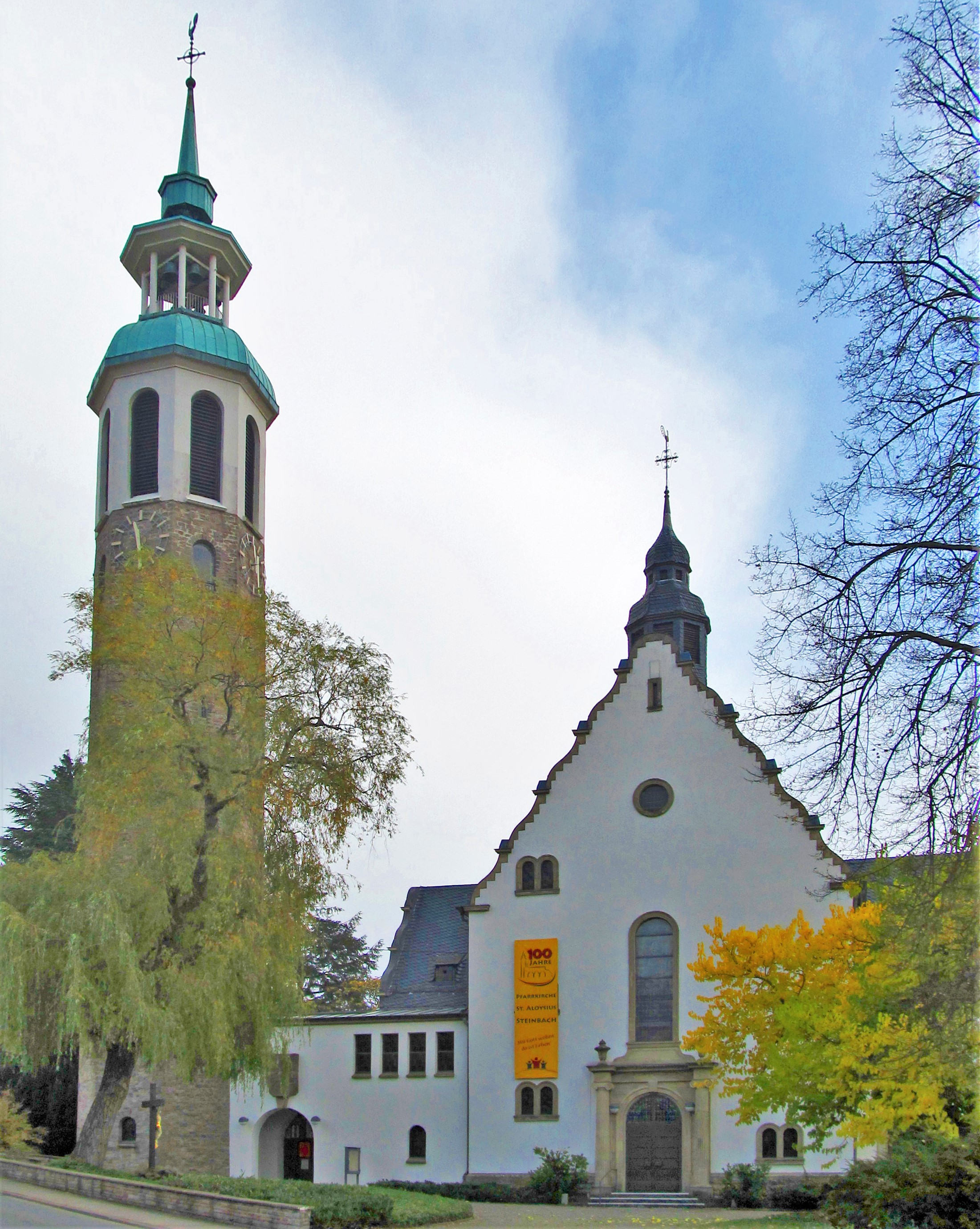
St. Aloysius (Steinbach)
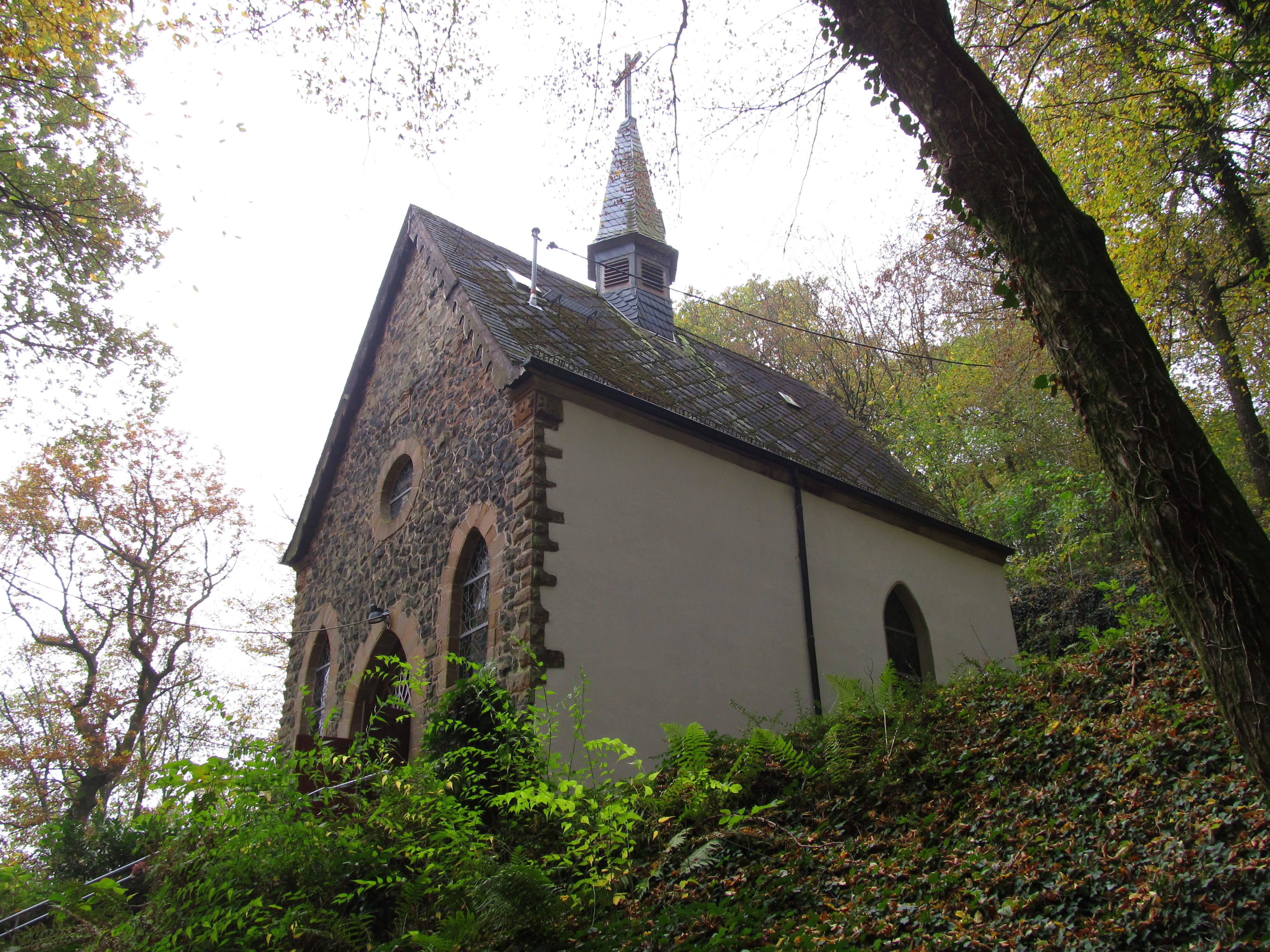
St. Marien (Steinbach-Höchsten)
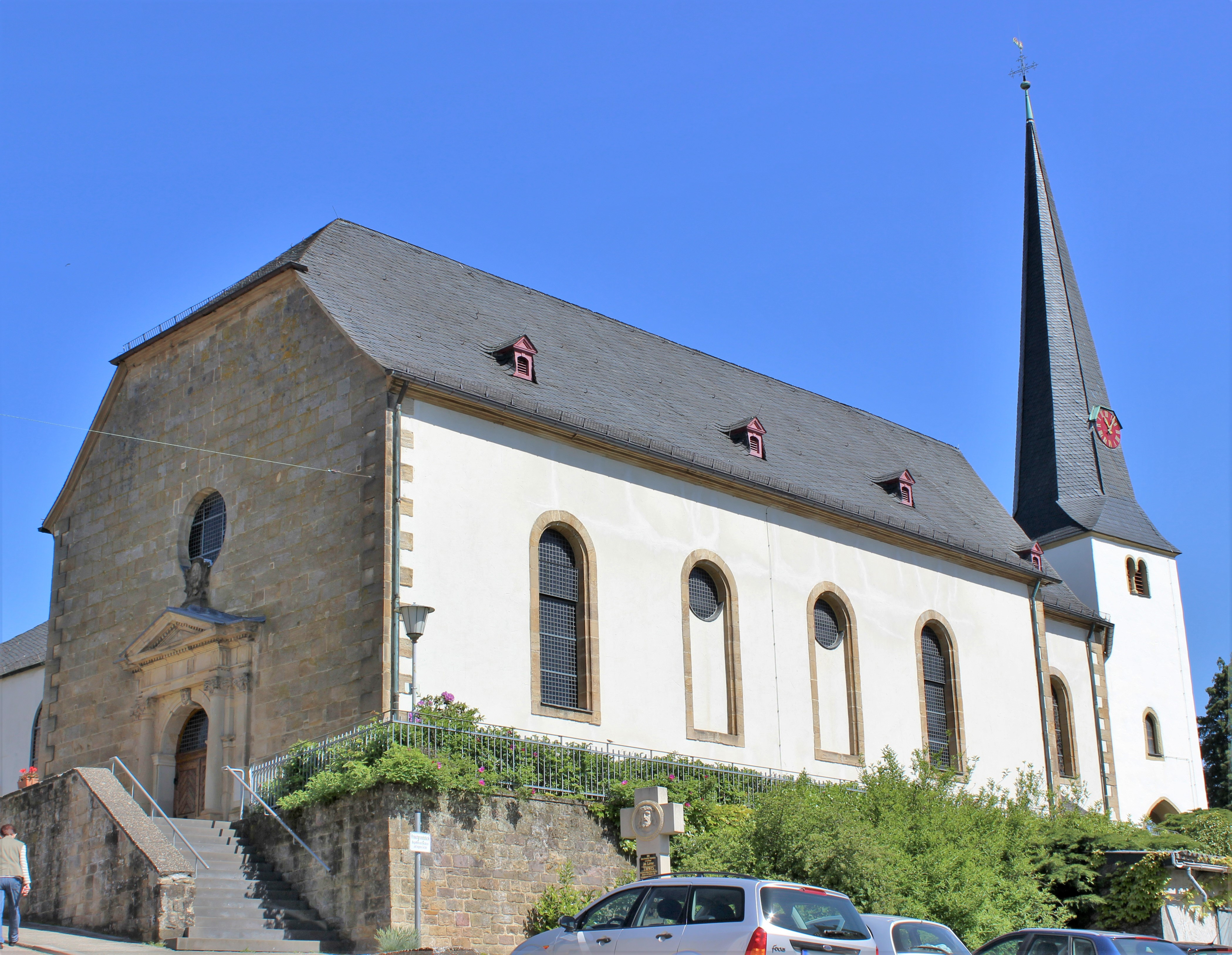
St. Alban (Thalexweiler)

### Evangelische Kirche

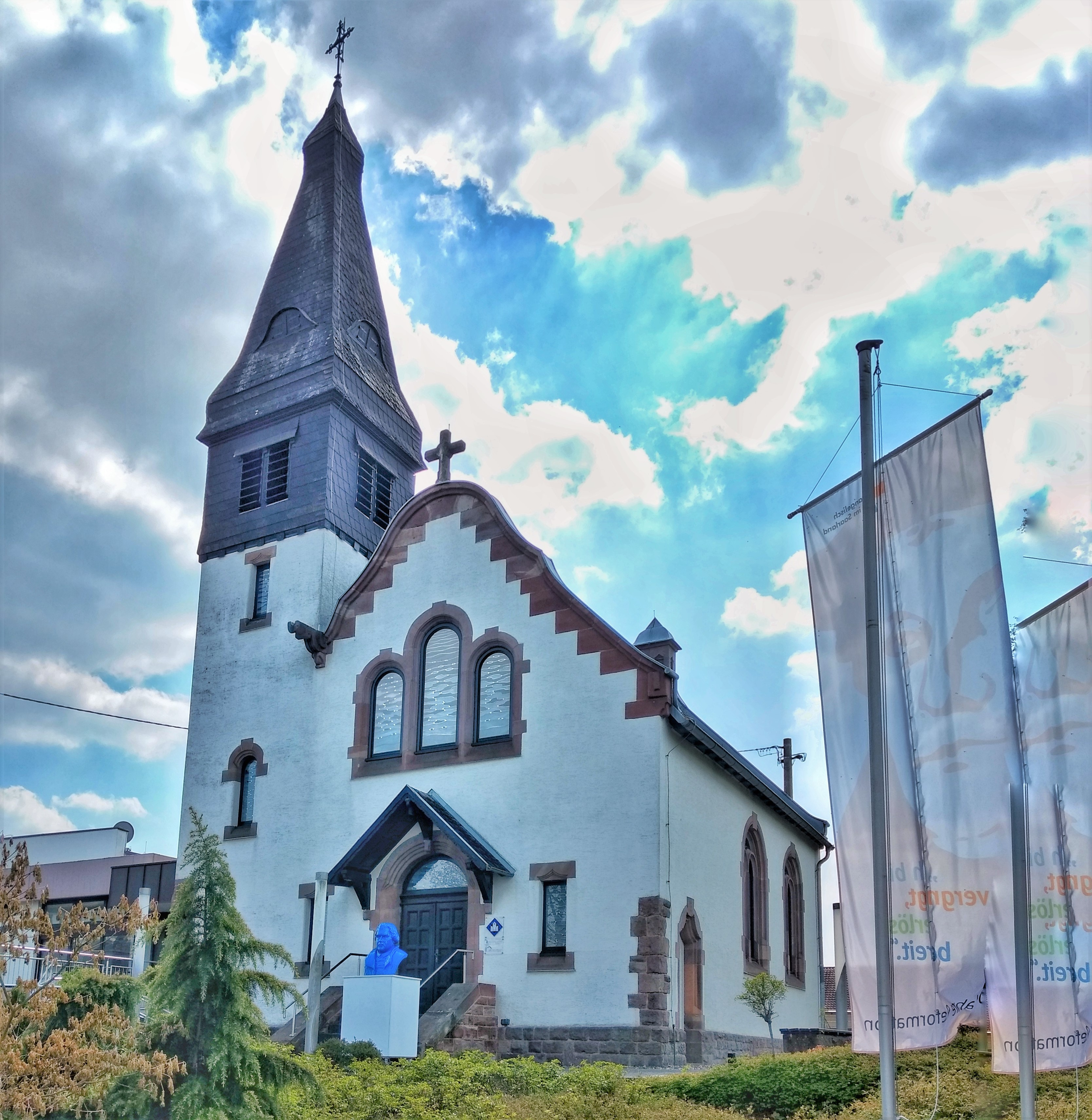
Evangelische Kirche in Lebach

Die evangelische Kirchengemeinde Lebach gehört zur „Evangelischen Kirche im Rheinland“ und wurde 1906 gegründet. Aktuell gehören der Kirchengemeinde etwa 2750 Gemeindeglieder an (2010). Pfarrerin ist Andrea Sattler.
Nach der Reformation konnte sich die Evangelische Kirche in Lebach nicht behaupten, nachdem evangelische Gottesdienste von den lothringischen Oberherren verboten wurden. Ab 1852 fanden wieder evangelische Gottesdienste im Gerichtssaal des Amtsgerichts Lebach statt. Im Jahr 1906 wurde dann der Grundstein für eine evangelische Kirche in Lebach gelegt, die 1907 fertiggestellt und am 29. September 1907 von Valentin Umbeck eingeweiht wurde.

### Andere christliche Konfessionen
Neben diesen beiden Kirchen gibt es in Lebach auch Freikirchen, darunter eine Freie evangelische Gemeinde und ein Bethaus der Evangeliums-Christen-Baptisten.

### Judentum
Lebach hatte in seiner Geschichte nur eine sehr geringe Anzahl an jüdischen Einwohnern. Um 1920 hatte Lebach 12 jüdische Gläubige, die zu den Familien Hanau, Oppenheimer und Stern gehörten.

## Trivia
Durch den sogenannten Soldatenmord von Lebach, der bei der Bundeswehr zur Einrichtung des Lebach-Netzes führte, erlangte Lebach im Jahre 1969 bundesweites Medieninteresse. Der Streit um die dokumentarische Aufarbeitung in Film und Fernsehen (Produktionen von 1972 und 1996), der sich im Spannungsfeld zwischen Rundfunkfreiheit und Persönlichkeitsrecht der Täter bewegte, ging als Lebach-Urteil des Bundesverfassungsgerichts in die deutsche Rechtsgeschichte ein.
Einer der Drahtzieher der Attentate vom 11. März 2004 in Madrid verbrachte einige Zeit in der Landeswohnsiedlung in Lebach.

## Persönlichkeiten

### Söhne und Töchter der Stadt
- Maria Honorine Steimer (1831–1903), erste Generaloberin der Erlöserschwestern[15]
- Jacob Weber (1872–1944), Politiker
- Theodor Gansen (1887–1956), Maler der Düsseldorfer Schule, Restaurator und Kunstfälscher
- Maria Schweitzer (1902–1991), Lehrerin, Oberregierungsrätin und Politikerin, Mitglied des Saarländischen Landtages
- Gottfried Müller (1910–1991), Volkswirt und Raumplaner
- Klaus Altmeyer (1926–2020), Journalist und Publizist
- Rudolf Ewerhart (1928–2022), Musikwissenschaftler, Organist, Cembalist, Dirigent, Herausgeber und Instrumentensammler
- Herbert Strässer (1930–2005), Bildhauer
- Richard Hoffmann (* 1930), Bildhauer, Maler und Zeichner
- Georg Jenal (1942–2022), Historiker
- Monika Schwinn (1942–2019), Ehrenbürgerin, während des Vietnamkriegs gefangengenommene Krankenschwester[16][17]
- Madeleine Giese (* 1960), Schauspielerin
- Deana Zinßmeister (* 1962), Schriftstellerin
- Christoph Kühn (* 1964), Politiker, Mitglied des Saarländischen Landtages, geboren in Aschbach
- Michael Backes (* 1978), Informatiker
- Henning Meyer (* 1978), Sozialwissenschaftler
- Armin Dewes (* 1979), Volleyballspieler
- Nadine Schön (* 1983), Politikerin (CDU), seit 2009 MdB
- Philipp Schug (* 1983), Jazzmusiker
- Caroline Salm (* 1987), Fußballspielerin
- Aileen Frisch (* 1992), Rennrodlerin
- Cathrin Puhl (* 1994), Rhythmische Sportsgymnastin
- Moritz Reichert (* 1995), Volleyball- und Beachvolleyballspieler
- Joshua Mees (* 1996), Fußballspieler

### Persönlichkeiten, die vor Ort wirken, wirkten oder starben
- Emma Stern (1878–1969), Geschäftsfrau und Malerin[18]
- Albert Baldauf (1917–1991), Politiker (CDU), starb in Lebach
- Werner Bauer (1934–2021), Licht- und Kinetikkünstler, war ab 1964 Kunsterzieher in Lebach
- Klaus Steinbach (* 1953), Schwimmsportler und Sportfunktionär, wohnt in Lebach
- Gabriele Klara Schäfer (* 1957), Politikerin (CDU), arbeitete bei der Beratungsstelle des Sozialdienstes katholischer Frauen und danach bis 1994 bei der Erziehungs-, Ehe-, Familien- und Lebensberatungsstelle in Lebach